# Богданов Ілля Олександрович
Ілля Олександрович Богданов (псевдо — Дальній; нар. 2 серпня 1988, Владивосток, РРФСР) — український військовослужбовець, письменник-блогер, ресторатор, колишній офіцер Федеральної прикордонної служби ФСБ РФ, який під час російської агресії проти України у 2014 році перейшов на бік України.

## Життєпис
Народився 2 серпня 1988 в місті Владивосток, закінчив середню школу № 39.

### В Росії
З 2003 року учасник молодіжного націоналістичного руху в Росії. 2010-го закінчив юридичний факультет Хабаровського прикордонного інституту ФСБ Росії. Учасник контр-терористичної операції в республіці Дагестан. З 2010 року служив у прикордонному управлінні ФСБ. 2013 року перевівся в прикордонне управління ФСБ Росії по Приморському краю.
З квітня по липень 2014 року служив на посаді інспектора державного контролю у сфері охорони морських біологічних ресурсів Лазовського заповідника Росії у Приморському краї.

### В Україні (до лютого 2022 р.)
Після приїзду до України в липні 2014 року вступив до лав добровольчого батальйону Національної гвардії України «Донбас». З вересня 2014 роки воював у складі 5-го батальйону Добровольчого українського корпусу «Правий сектор». З грудня 2015 року по липень 2015 року — командир взводу 7-го окремого батальйону ДУК «Правий сектор».
Брав участь в боях за Іловайськ, боях за Донецький аеропорт, обороні селища Піски. Зокрема, брав участь у встановленні червоно-чорного прапору ДУК ПС на метеовежі ДАП, про що у січні 2022-го згадував так: «Це була саме бравада. Саме тому в мене такі штуки тоді постійно й прокатували. Коли голова порожня, ти не думаєш про наслідки — просто безоглядно щось робиш. Але треба розуміти, що абсолютно в усьому є ресурс і він скінченний. І в удачі також. І під кінець я вже інтуїтивно якось відчував, що таке вже не проканає. І коли зрозумів, що цей цикл, низка цих військових успіхів закінчується, я поїхав з фронту. Бо гратись можна, але не завжди. Якщо загратись — можна загинути...».. 
Два роки по тому у інтерв'ю Ілля зазначив: «Був крутий момент, коли ми видерлись на вишку метеостанції і встановили там червоно-чорний стяг «Правого сектора». На таке безоглядне безумство тоді вистачало сили духу — коли не думаєш про наслідки, просто віриш в свою удачу. А потім я усвідомив, що завжди так бути не може. Що треба зупинятись, бо загину. Після тієї ротації, коли нас вже змінили і ми поверталися назад, то прямо в дорозі, в машині, я почув, що Донецький аеропорт підірвали. Їхав і плакав — чому я не лишився на останню ротацію?..». 
Окремим Указом Президента України «у зв'язку з особливим державним інтересом» отримав громадянство України. Український паспорт Іллі вручив особисто Петро Порошенко, а на запитання, чи подавав він запит в консульство РФ в Україні з проханням позбавити його російського громадянства, 2024 року він відповідав так: «Вони не позбавляють громадянства тих, на кого відкриті кримінальні провадження чи хто в розшуку. А я ж у розшуку, і на мене відкриті справи за найманство і державну зраду. Але процедуру я виконав. І вклав в конверт разом з запитом свій російський паспорт...». 
Пережив три спроби замаху, зокрема, у листопаді 2016-го його було викрадено, пізніше, під час спроби вивезення до Росії, його звільнено в ході спецоперації СБУ на території Харківської області. До організації викрадення виявився причетним колишній депутат Харківської обласної ради.

### В Україні (після лютого 2022 р.)
24 лютого 2022 року, після початку повномасштабного вторгнення в Україну Ілля приєднався до добровольчого підрозділу ветеранів АТО/ООС і брав участь у бойових діях проти російських окупантів у передмісті Києва. Ввечері 26 березня опублікував на своїй сторінці у Facebook повідомлення, про те, що під час раптового бойового зіткнення з ворогом дістав тяжке поранення у праву руку, зазначивши: «Я пожертвував здоров’ям за Україну, чим можу гордитися, це для мене честь… я налаштований якнайскоріше повернутися до захисту України».
Переніс кілька хірургічних операцій, після одужання восени 2022 вступив до Російського добровольчого корпусу, у складі якого брав участь у бойових діях. У 2023—2004 рр. переніс дві повторні операції на пораненій руці, про поранення він розповідав: «Поки їхали, я мало не стік кров’ю. Ніяких джгутів у мене з собою не було, я дуже халатно до цього відносився, бо беззастережно вірив в свою удачу. Після того поранення лікувався дуже довго, нічого нормально не зрослося. Поставили титанову пластину, з нею пішов воювати, хоча після кожного бою довго не міг поворухнути рукою. Зрештою, титанові болти полопались, пластини розбовтались, довелось робити ще дві операції. Тож зараз я тимчасово на тиловій посаді...».
Брав участь в рейдах РДК в Білгородську область.
20 листопада 2024 до поліції надійшло звернення, що Ілля Богданов зник. Востаннє Богданова бачили 12 листопада в його ресторані. Він перебував у розшуку за Святошинським управлінням поліції. Проте 28 лютого 2025 року Ілля вийшов на зв'язок, повідомивши, що із ним усе гаразд, та опублікував своє фото біля столичного вокзалу. 

## Бізнес
У липні 2017 року Ілля Богданов відкрив у Києві ресторан корейської кухні «Пян-Се бар», згодом перейменований в «Пян-Се Rest». Згодом про це він розповідав: «Я з Владивостоку. Там корейська кухня — частина національної, а пиріжки пян-се — найпопулярніший варіант вуличної їжі. В Києві такої страви взагалі не було. А я люблю робити щось оригінальне. Завдяки інстраграму знайшовся інвестор, зараз ми — партнери 50/50. В цей час відбувся черговий замах на мене, що теж мене медійно підсвітило...». 

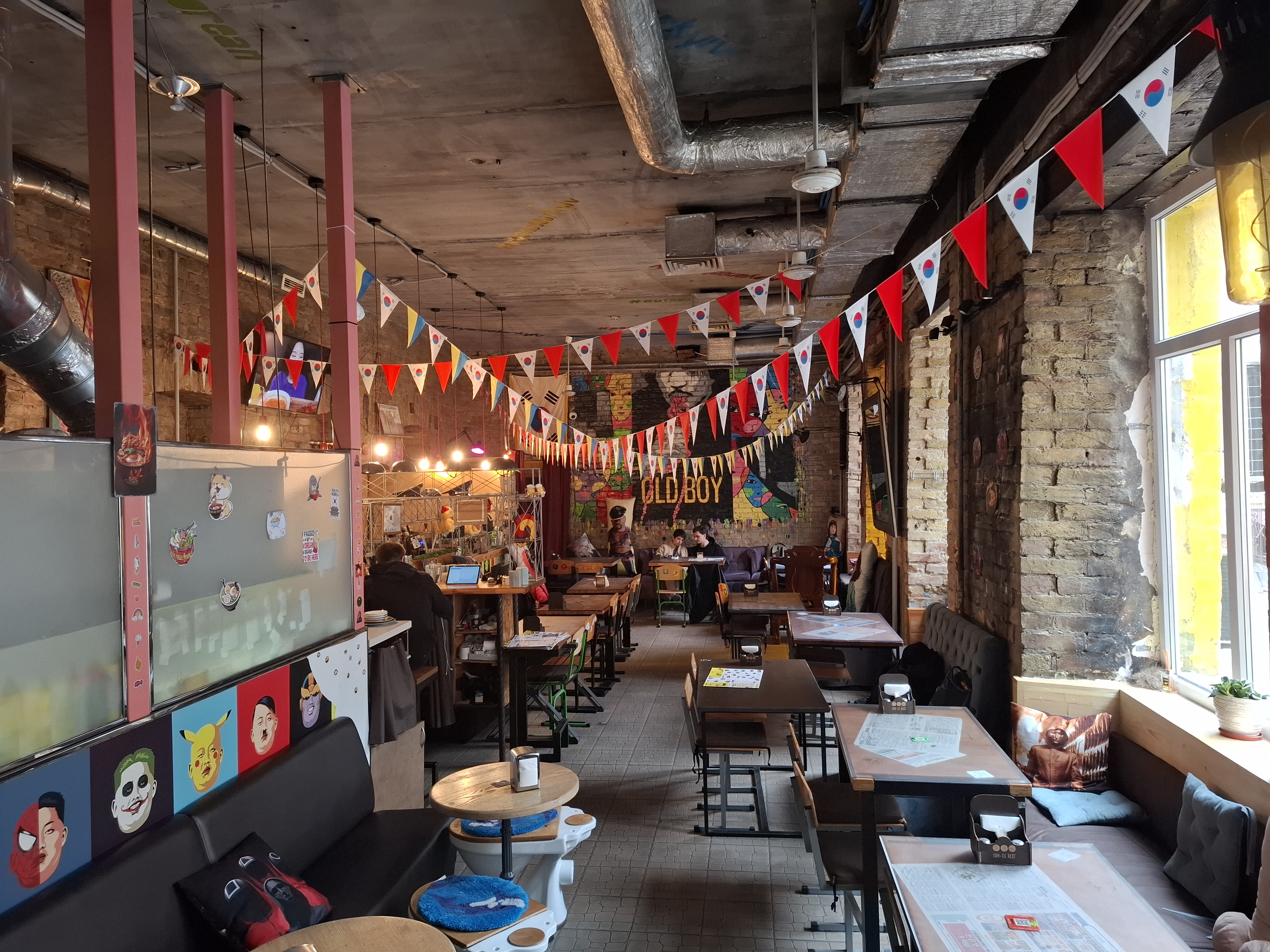
Інтер'єр ресторану "Пян-Се Rest"

Близько 4:30 18 жовтня 2024 року в приміщенні «Пян-Се Rest» сталася пожежа, згодом Ілля Богданов повідомив про те, що подія стала наслідком умисного підпалу ветеранського бізнесу за допомогою легкозаймистої рідини, скоєного особами, завербованими російськими спецслужбами. Поліція розпочала розслідування, а для відновлення закладу серед його прихильників було оголошено збір коштів. За тиждень, після термінового ремонту, ресторан відновив роботу.

## Доробок
Автор автобіографічної книги «Паззл», виданої українською мовою (2021). У ній, зокрема йдеться, що лише після участі у збройному захисті України Ілля з'ясував, що його родина має українське коріння, відшукав далеких родичів і дізнався, що він є нащадком переселенців на «Зелений Клин».